# Grant Jerrett
Grant Jerrett, né le 8 juillet 1993, est un joueur américain de basket-ball. Il évolue au poste d'ailier fort.

## Carrière universitaire
Grant Jerrett fait ses années collège dans l'établissement privé de Lutheran à La Verne, Californie.
Le 11 novembre 2011, il signe une lettre d'intention de jouer pour l'équipe de basket de l'université de l'Arizona.
Il joue une seule saison avec les Wildcats de l'Arizona durant la saison 2012-2013 et s'inscrit à la draft de la NBA. Le 18 avril 2013, il se déclare officiellement candidat à la draft 2013 de la NBA.

## Carrière professionnelle
Grant Jerrett est drafté en 2013 en 40e position par les Trail Blazers de Portland. Dans la nuit de la draft, il est envoyé au Thunder d'Oklahoma City contre de l'argent. En juillet 2013, il participe à la NBA Summer League avec le Thunder mais il n'est pas conservé dans l'effectif final. Le 1er novembre 2013, il est sélectionné au premier tour de la draft D-League par les 66ers de Tulsa, équipe affiliée au Thunder. Il fait toute la saison 2013-2014 en D-League. En avril 2014, il re-signe avec le Thunder pour la fin de saison NBA mais il ne fait aucune apparition.
Le 16 juillet 2014, il re-signe avec le Thunder. Durant sa saison sophomore, il fait plusieurs aller-retour en D-League chez les Blue d'Oklahoma City. Les 66ers de Tulsa devenus les Blue d'Oklahoma City. Le 19 février 2015, il est envoyé au Jazz de l'Utah dans un deal à trois franchises avec les Pistons de Détroit. Le 10 mars, il est envoyé en D-League chez les Stampede de l'Idaho. Il effectue plusieurs aller-retour jusqu'à la fin de la saison.
Le 15 octobre 2015, il est coupé par la franchise de l'Utah.
Le 16 août 2016, il s'engage avec les Trail Blazers de Portland. Il est coupé le 21 octobre après avoir participé à 4 matches de pré-saison. Le 20 novembre 2016, il signe avec les Charge de Canton en D-League. Le 10 décembre 2016, il termine son contrat avec Canton et quitte le club après 10 matches disputés. Le 16 décembre 2016, il rejoint le championnat chinois et les Beijing Ducks pour le reste de la saison où évolue Stephon Marbury.
Le 9 février 2018, il retourne au Charge de Canton jusqu'à la fin de la saison.
Le 23 août 2018, il rejoint le Japon et l'équipe des SeaHorses Mikawa. Il quitte le club le 25 décembre 2018. Le 10 janvier 2019, il rejoint la Bosnie-Herzégovine et s'engage avec le KK Igokea jusqu'à la fin de la saison 2018-2019.
Le 18 juillet 2019, il s'engage dans le championnat allemand avec le club de Ratiopharm Ulm.
Le 18 juillet 2020, il s'engage dans le championnat turc avec l'équipe de Darüşşafaka.
Il participe à la NBA Summer League 2021 avec le roster des Pistons de Detroit.
Le 6 septembre 2021, il s'engage en VTB United League avec l'équipe russe du BK Avtodor Saratov où il s'est engagé pour une saison. Il quitte l'équipe en mars 2022 à la suite de l'invasion de l'Ukraine par la Russie.

## Clubs successifs
- 2013-2014 :  66ers de Tulsa (D-League)
- 2014-2015 :  Thunder d'Oklahoma City (NBA)
- 2014-2015 :  Blue d'Oklahoma City (D-League)
- 2015 :  Jazz de l'Utah (NBA)
- 2015 :  Stampede de l'Idaho (D-League)
- 2016 :  Charge de Canton (D-League)
- 2016-2017 :  Beijing Ducks (CBA)
- 2018 :  Charge de Canton (D-League)
- 2018 :  SeaHorses Mikawa (JBL 1)
- 2019 :  KK Igokea (Super Liga)
- 2019-2020 :  Ratiopharm Ulm (Basketball-Bundesliga)
- 2020-2021 :  Darüşşafaka (Süper Ligi)
- 2021-2022:  BK Avtodor Saratov (VTB United League)

## Records personnels sur une rencontre de NBA
Les records personnels de Grant Jerrett, officiellement recensés par la NBA/D-League sont les suivants :
| Type statistique            | Saison régulière | Saison régulière                                | Saison régulière                  | Saison régulière (D-League) | Saison régulière (D-League)                             | Saison régulière (D-League)       |
| Type statistique            | Record           | Adversaire                                      | Date                              | Record                      | Adversaire                                              | Date                              |
| --------------------------- | ---------------- | ----------------------------------------------- | --------------------------------- | --------------------------- | ------------------------------------------------------- | --------------------------------- |
| Points en un match          | 7                | @ Rockets de Houston                            | 15 avril 2015                     | 28                          | @ Legends du Texas                                      | 30 novembre 2013                  |
| Paniers marqués en un match | 3                | @ Rockets de Houston                            | 15 avril 2015                     | 11                          | D-Fenders de Los Angeles                                | 14 mars 2015                      |
| Paniers tentés en un match  | 6                | @ Warriors de Golden State @ Rockets de Houston | 5 janvier 2015 15 avril 2015      | 20                          | @ Charge de Canton @ Toros d'Austin                     | 11 décembre 2013 29 décembre 2013 |
| Paniers à 3 points réussis  | 1                | Knicks de New York                              | 28 novembre 2014                  | 5                           | @ Armor de Springfield D-Fenders de Los Angeles         | 3 janvier 2014 14 mars 2015       |
| Paniers à 3 points tentés   | 5                | Knicks de New York Hornets de Charlotte         | 28 novembre 2014 26 décembre 2014 | 10                          | 87ers du Delaware Vipers de Rio Grande Valley           | 8 février 2014 10 décembre 2014   |
| Lancers francs réussis      | 1                | @ Rockets de Houston                            | 15 avril 2015                     | 8                           | @ Skyforce de Sioux Falls @ Vipers de Rio Grande Valley | 13 décembre 2013 22 février 2014  |
| Lancers francs tentés       | 1                | @ Rockets de Houston                            | 15 avril 2015                     | 9                           | @ Vipers de Rio Grande Valley                           | 22 février 2014                   |
| Rebonds offensifs           | 1                | Hornets de Charlotte Mavericks de Dallas        | 26 décembre 2014 13 avril 2015    | 6                           | D-Fenders de Los Angeles                                | 13 mars 2015                      |
| Rebonds défensifs           | 3                | @ Rockets de Houston                            | 15 avril 2015                     | 12                          | @ Blue d'Oklahoma City                                  | 3 avril 2015                      |
| Rebonds totaux              | 3                | @ Rockets de Houston                            | 15 avril 2015                     | 14                          | 87ers de Delaware                                       | 8 février 2014                    |
| Passes décisives            | 1                | 3 fois                                          |                                   | 4                           | Jam de Bakersfield Legends du Texas                     | 1er décembre 2014 16 mars 2015    |
| Interceptions               | 1                | Mavericks de Dallas @ Rockets de Houston        | 13 avril 2015 15 avril 2015       | 4                           | @ Energy de l'Iowa                                      | 11 février 2014                   |
| Contres                     | 1                | Hornets de Charlotte @ Warriors de Golden State | 26 décembre 2014 5 janvier 2015   | 4                           | 87ers de Delaware @ Energy de l'Iowa                    | 6 décembre 2013 28 février 2014   |
| Balles perdues              | 1                | 3 fois                                          |                                   | 4                           | 87ers de Delaware @ Energy de l'Iowa                    | 6 décembre 2013 22 décembre 2013  |
| Minutes jouées              | 13               | @ Rockets de Houston                            | 15 avril 2015                     | 45                          | @ Charge de Canton                                      | 11 décembre 2013                  |

- Double-double : 8 en D-League (au terme de la saison 2014/2015)
- Triple-double : aucun.

## Palmarès
- NBA D-League All-Rookie Second Team (2014)
- McDonald's All-American (2012)
- First-team Parade All-American (2012)

## Vie privée
Grant est le fils de Lamont et Barbara Jerrett.